# Малый Телек
Малый Телек— деревня в Идринском районе Красноярского края в составе Майского сельсовета.

## География
Находится примерно в  9 километрах по прямой на юго-запад от районного центра села Идринское.

## Климат
Климат резко - континентальный с холодной зимой и жарким летом, суровый, с большими годовыми и суточными амплитудами температуры. Максимальная высота снежного покрова 46 см. Среднемесячная температура января -21,1 ºС, июля +18,4 ºС. Продолжительность безморозного периода составляет 100 дней. Средняя дата последнего заморозка – 29 мая, первого заморозка — 7 сентября. Вегетационный период (с температурами выше +5 ºС) длится 157 дней. Годовая сумма осадков составляет 387 мм, причем большая ее часть выпадает в теплый период года (81 % от годовой суммы).

## История
Основана в 1836 году. По переписи 1911 года в Малом Телеке было уже 69 дво¬ров и 669 жителей. В 1926 году в деревне насчитывалось 137 хозяйств и проживало 705 человек. В советское время работал колхоз «Красное Знамя». С 1953 года начался процесс сокращения населения деревни.

## Население
Постоянное население составляло 7 человек в 2002 году (100 % русские),  8 в 2010.